# Пуппо, Романо
Романо Пуппо (итал. Romano Puppo) — итальянский актёр и каскадёр.

## Биография
Актёр родился 25 марта 1933 года в городе Триесте, Италия.
Дебютировал в 1962 году. В 60-х годах работал дублёром Ли ван Клифа. После многочисленных эпизодических ролей, Романо стал регулярно играть роли различных преступников и помощников главного антагониста в спагетти-вестернах.
На протяжении почти тридцатилетней карьеры снялся более чем в 80-ти кинофильмах.
11 мая 1994 года умер от сердечного приступа, находясь за рулём скутера на дороге. Похоронен в родном городе.

## Фильмография
| Год  |   | Русское название              | Оригинальное название             | Роль                                           |
| ---- | - | ----------------------------- | --------------------------------- | ---------------------------------------------- |
| 1966 | ф | Хороший, плохой, злой         | The Good, the Bad and the Ugly    | Слим, член банды Сентенцы (в титрах не указан) |
| 1967 | ф | Смерть верхом на лошади       | Da uomo a uomo                    | помощник шерифа                                |
| 1967 | ф | Дни ярости                    | I giorni dell'ira                 | Харт Перкинс                                   |
| 1968 | ф | Миллион Мэдигана              | Un dollaro per 7 vigliacchi       | стюард (в титрах не указан)                    |
| 1969 | ф | Смерть на высоком холме       | La morte sull'alta collina        | помощник шерифа                                |
| 1974 | ф | Зверюга                       | Il bestione                       | водитель-голландец                             |
| 1978 | ф | Любовь, пуля и ярость         | Amore piombo e furore             | Зеб                                            |
| 1982 | ф | Девушка из Триеста            | La Ragazza di Trieste             | Тони                                           |
| 1983 | ф | 2019: После падения Нью-Йорка | 2019 - Dopo la caduta di New York | Рэтчет                                         |
| 1983 | ф | Побег из Бронкса              | Fuga dal Bronx                    | Джон, отец Трэша                               |
| 1985 | ф | Фраккия против Дракулы        | Fracchia contro Dracula           | Франкенштейн                                   |
| 1988 | ф | Вурдалаки II                  | Ghoulies II                       | Зампано                                        |
| 1988 | ф | Военный робот (1988)          | Robowar                           | капрал Нил Корри                               |
| 1989 | ф | Синдбад за семью морями       | Sinbad of the Seven Seas          | капитан                                        |
| 1989 | ф | Зомби 4: После смерти         | After Death                       | главный зомби (в титрах не указан)             |